# NGC 704-2
NGC 704-2 is een sterrenstelsel in het sterrenbeeld Andromeda. Het sterrenstelsel bevindt zich dicht bij NGC 704-1.